# 꿈의 팝송 (라디오 프로그램)
《꿈의 팝송》는 올댓뮤직에서 방송되는 팝 전문 논스톱 BGM 라디오 프로그램이다.

## 같이 보기
- 올댓뮤직